# Delta Machine
Delta Machine ist das dreizehnte Studioalbum der britischen Gruppe Depeche Mode. Es erschien am 22. März 2013 in Deutschland, konnte aber bereits ab dem 19. März 2013 auf der US-amerikanischen iTunes-Website sowie im deutschsprachigen Raum bei MyVideo angehört werden.
Neben der obligatorischen CD-Version wurde das Album auch als Deluxe-Edition mit zwei CDs veröffentlicht.
Im Mai 2013 begann die Band mit der  Delta Machine Tour durch Europas Stadien und beendete diese Anfang März 2014 nach 106 Konzerten im Moskauer Olimpijski. Die Delta Machine Tour erreichte im Herbst 2013 Platz 1 der einnahmestärksten Tourneen,
über das ganze Jahr 2013 hinweg lag sie weltweit auf Platz 9. Schlussendlich waren über 2,4 Millionen Menschen bei der über 32 Ländern gehende Tournee dabei.
Im November 2014 erschien ein Mitschnitt der Tour als Live-Album sowie DVD-Boxset mit dem Titel Live in Berlin, welches in der O2 World Berlin im Jahr 2013 aufgezeichnet worden ist. Regie führte Anton Corbijn. Das Konzert wurde im Vorfeld in Deutschland in auserwählten United Cinemas International, Cineplex sowie im Cinecittà Nürnberg gezeigt. Die DVD stieg direkt nach Erscheinen auf Platz zwei der deutschen Album-Charts ein.

## Entstehung
Nach dem Ende der Tour of the Universe Anfang 2010 gingen die Bandmitglieder zunächst getrennte Wege. Dave Gahan arbeitete mit den Soulsavers am Album The Light the Dead See (2012), für das Gahan die Songs schrieb und sang. Martin Gore startete mit dem ehemaligen Depeche-Mode-Mitglied Vince Clarke das Minimal-Techno-Projekt VCMG, das 2012 das Album Ssss veröffentlichte.
Im März 2012 begann die Band dann mit den Aufnahmen für das nächste Studioalbum. Im Vorfeld hatten Gahan und Gore rund 20 Demosongs geschrieben. Als Produzent wurde wie bei den beiden Vorgängeralben Ben Hillier engagiert, Gore wollte sich allerdings intensiver in die Produktion einbringen als bisher.
Wie die beiden Vorgängeralben enthält Delta Machine drei von Dave Gahan geschriebene Songs. Zwei weitere der gemeinsam mit Kurt Uenala geschriebenen Songs befinden sich auf der Bonus-CD der Deluxe Edition.
Abgemischt wurde Delta Machine von Flood, der als Produzent an den Alben Violator (1990) und Songs of Faith and Devotion (1993) mitwirkte.

## Titelliste

### Standardalbum
1. Welcome to My World – 4:57
2. Angel – 3:58
3. Heaven – 4:04
4. Secret to the End – 5:10 (Dave Gahan, Kurt Uenala)
5. My Little Universe – 4:24
6. Slow – 3:46
7. Broken – 3:56 (Dave Gahan, Kurt Uenala)
8. The Child Inside – 4:15
9. Soft Touch / Raw Nerve – 3:24
10. Should Be Higher – 5:04 (Dave Gahan, Kurt Uenala)
11. Alone – 4:28
12. Soothe My Soul – 5:18
13. Goodbye – 5:03

Sofern nicht anders angegeben, wurden die Lieder von Martin Gore geschrieben.

### Deluxe-Edition
Diese Edition beinhaltet neben dem Standardalbum eine zweite CD mit vier Bonustiteln sowie ein 28-seitiges Hardcover-Booklet.
| CD 2 – Bonustracks 1. Long Time Lie – 4:24 (Gahan, Gore) 2. Happens All the Time – 4:19 (Gahan, Uenala) 3. Always – 5:06 4. All That’s Mine – 3:25 (Gahan, Uenala) |

## Singleauskopplungen

### Heaven
Als erste Singleauskopplung aus Delta Machine erschien „Heaven“ am 1. Februar 2013 in Deutschland und erreichte Platz 2 der Singlecharts. Die B-Seite „All That’s Mine“, geschrieben von Dave Gahan, konnte sich selbst auf der 86 platzieren.
Das Video zu „Heaven“ wurde im November 2012 gedreht, Regisseur war Timothy Saccenti.

### Soothe My Soul
Am 28. März 2013 erschien das Video zur geplanten zweiten Single-Auskopplung Soothe My Soul. Regisseur war Warren Fu, der schon unter anderem mit an den Star-Wars-Prequels als Concept Artist mitgearbeitet hat.
Die Single wurde am 10. Mai 2013 in Deutschland veröffentlicht.

### Should Be Higher
Die dritte Single vom Album erschien am 11. Oktober 2013 in Deutschland. Es ist nach Suffer Well (2005) und Hole to Feed (2009) die dritte von Dave Gahan geschriebene Single der Band.
Im August 2013 erschien das dazugehörige Musikvideo, Regie führte Anton Corbijn. Es zeigt einen Live-Mitschnitt des Songs von den Konzerten im Olympiastadion Berlin, Olympiastadion München sowie im Leipziger Zentralstadion (Red Bull Arena).

## Veröffentlichung
In Deutschland wurden in der ersten Woche nach Erscheinen des Albums 142.000 Stück in digitaler und physischer Form verkauft und legte damit den erfolgreichsten Album-Erstwochenverkaufsstart seit dreieinhalb Jahren in Deutschland hin. In den USA wurden in der ersten Woche 52.000 Stück vom Album verkauft und damit die Top 10 der US-Charts erreicht.

## Rezeption
Die Kritiken fielen gemischt bis positiv aus. Während Sascha Kösch Delta Machine in De:Bug als „erstes schlechtes Album“ der Band bezeichnete und Birgit Fuß in der deutschsprachigen Ausgabe des Rolling Stone kritisiert, dass Depeche Mode zwar in Stadien spiele, aber keine Hits mehr schreiben könne, bietet das Album nach Meinung von Michael Schuh in laut.de „mehr, als man in der U2/RHCP-Liga bringen müsste“. Douglas Wolk schließlich lobt auf Pitchfork zwar den Gesang von Gahan und Gore, vermisst aber frische Ideen auf dem Album. Stephan Müller von Plattentests.de kam zum Schluss: „"Delta machine" ad hoc zu beurteilen ist so wertvoll wie Äpfelpflücken, wenn der Baum noch nicht gepflanzt ist. Viele Songs wollen reifen und erarbeitet werden,[…] Stillstand ist der Rückschritt des Futuristen. Wie schön, dass Depeche Mode nicht zu faul zum Laufen sind.“ Noch positiver fiel die Kritik von Felix Johannes Enzian von der Frankfurter Allgemeinen Zeitung im Fazit aus: „Popmusik bezieht ihre Vitalität in der Regel aus dem Überschwang der Jugend. Rezensenten, die behaupten, dass ein neues Werk deutlich in die Jahre gekommener Popkünstler alle ihre bisherigen übertreffe, sollte man nicht glauben, sondern unterstellen, dass bei solchen Urteilen auch Wunschdenken aufgrund alter Anhänglichkeit im Spiel ist. Hier allerdings liegt eine Ausnahme vor. Nach heißen Tränen und fröhlichen Tanzsprüngen um den Schreibtisch sagt zumindest der Rezensent: ‚Delta Machine‘ ist die schönste Platte, die Depeche Mode jemals gemacht haben.“

## Kommerzieller Erfolg

### Chartplatzierungen
| ChartsChartplatzierungen       | Höchstplatzierung | Wochen |
| ------------------------------ | ----------------- | ------ |
| Deutschland (GfK)              | 1 (28 Wo.)        | 28     |
| Österreich (Ö3)                | 1 (13 Wo.)        | 13     |
| Schweiz (IFPI)                 | 1 (22 Wo.)        | 22     |
| Vereinigte Staaten (Billboard) | 6 (9 Wo.)         | 9      |
| Vereinigtes Königreich (OCC)   | 2 (8 Wo.)         | 8      |

| ChartsJahrescharts (2013) | Platzierung |
| ------------------------- | ----------- |
| Deutschland (GfK)         | 7           |
| Österreich (Ö3)           | 37          |
| Schweiz (IFPI)            | 11          |

### Auszeichnungen für Musikverkäufe
| Land/Region                  | Auszeichnungen für Musikverkäufe (Land/Region, Auszeichnung, Verkäufe) | Verkäufe |
| ---------------------------- | ---------------------------------------------------------------------- | -------- |
| Deutschland (BVMI)           | 3× Gold                                                                | 300.000  |
| Finnland (IFPI)              | Gold                                                                   | 10.250   |
| Frankreich (SNEP)            | Platin                                                                 | 100.000  |
| Italien (FIMI)               | Platin                                                                 | 60.000   |
| Österreich (IFPI)            | Gold                                                                   | 7.500    |
| Polen (ZPAV)                 | 2× Platin                                                              | 40.000   |
| Schweden (IFPI)              | Gold                                                                   | 20.000   |
| Schweiz (IFPI)               | Platin                                                                 | 20.000   |
| Spanien (Promusicae)         | Gold                                                                   | 20.000   |
| Ungarn (MAHASZ)              | 2× Platin                                                              | 4.000    |
| Vereinigtes Königreich (BPI) | Silber                                                                 | 60.000   |
| Insgesamt                    | 1× Silber · 5× Gold · 8× Platin ·                                      | 641.750  |

Hauptartikel: Depeche Mode/Auszeichnungen für Musikverkäufe

## Wissenswertes
- Das Cover zum Album entwarf wie in den früheren Alben auch Anton Corbijn. Er schrieb dazu:

„The background photograph i shot in New York and the cover + logo i designed in Hamburg, during the filming of A Most Wanted Man. I wanted the cover to reflect something raw, industrial, independent, and have a graphic vibe to it. This is the 10th album i worked on for DM and the 8th album front-cover that i designed for them, including the Best Of record. There will be a special edition cd that has a 28 page booklet which contains many pages of photographs from shoots we did in New York and Louisiana.“

- Im Videospiel Injustice: Götter unter uns, das im Jahr 2013 erschien, ist der Song Angel enthalten.
- Direkt nach der The Delta-Machine-Tour ging Martin Gore wieder in das Musikstudio, um jene bereits geschriebenen Lieder, die nicht auf dem Album erschienen waren, zu überarbeiten und im Soloalbum MG Ende April 2015 zu veröffentlichen.[28]